# Mesolaelaps
Mesolaelaps es un género de ácaros perteneciente a la familia  Laelapidae.

## Especies
- Mesolaelaps anomalus (Hirst, 1926)
- Mesolaelaps antipodiana (Hirst, 1926)
- Mesolaelaps australiensis (Hirst, 1926)
- Mesolaelaps bandicoota (Womersley, 1956)
- Mesolaelaps lagotisinus (Hirst, 1931)
- Mesolaelaps sminthopsis (Womersley, 1954)